# Miljanovac
Miljanovac falu Horvátországban Belovár-Bilogora megyében. Közigazgatásilag Szircshez tartozik.

## Fekvése
Daruvártól légvonalban 7, közúton 9 km-re délre, községközpontjától légvonalban 2, közúton 3 km-re nyugatra, a Stupčanica és Karašovac-patakok völgyében fekszik.

## Története
A térség a 17. század végén szabadult fel a török uralom alól. A kihalt területre a parlagon heverő földek megművelése és a határvédelem céljából a 18. század első felében Bosznia területéről telepítettek szerb anyanyelvű lakosságot. A 18. század közepén a daruvári és szircsi uradalmat daruvári Jankovich Antal Pozsega vármegye alispánja vásárolta meg. A 19. században birtokosai dunai svábokkal telepítették be. Az első katonai felmérés térképén „Dorf Millenovacz” néven találjuk. 
Lipszky János 1808-ban Budán kiadott repertóriumában „Mijenovacz” néven szerepel. Nagy Lajos 1829-ben kiadott művében „Milyenovacz” néven 25 házzal és 187 katolikus vallású lakossal találjuk. A Magyar Királyságon belül Horvát–Szlavónország részeként, Pozsega vármegye Daruvári járásának része volt. 
1857-ben 145, 1910-ben 388 lakosa volt. A 19. század második felétől az olcsó földterületek miatt és a jobb megélhetés reményében cseh lakosság telepedett le itt. 1910-ben a népszámlálás adatai szerint lakosságának 49%-a szerb, 46%-a német, 3%-a cseh anyanyelvű volt. Az I. világháború után 1918-ban az új szerb-horvát-szlovén állam, majd később (1929-ben) Jugoszlávia része lett. 1941 és 1945 között a németbarát Független Horvát Államhoz, a háború után a település a szocialista Jugoszláviához tartozott. 1991-től a független Horvátország része. 1991-ben lakosságának 63%-a szerb, 22%-a horvát, 5%-a cseh nemzetiségű volt. A délszláv háború idején kezdetben szerb ellenőrzés alatt állt. A horvát erők 1991. szeptember 29-én foglalták vissza. 2011-ben 160 lakosa volt.

## Lakossága
| Lakosság változása | Lakosság változása | Lakosság változása | Lakosság változása | Lakosság változása | Lakosság változása | Lakosság változása | Lakosság változása | Lakosság változása | Lakosság változása | Lakosság változása | Lakosság változása | Lakosság változása | Lakosság változása | Lakosság változása | Lakosság változása |
| ------------------ | ------------------ | ------------------ | ------------------ | ------------------ | ------------------ | ------------------ | ------------------ | ------------------ | ------------------ | ------------------ | ------------------ | ------------------ | ------------------ | ------------------ | ------------------ |
| 1857               | 1869               | 1880               | 1890               | 1900               | 1910               | 1921               | 1931               | 1948               | 1953               | 1961               | 1971               | 1981               | 1991               | 2001               | 2011               |
| 145                | 144                | 228                | 292                | 396                | 388                | 479                | 608                | 506                | 523                | 543                | 517                | 439                | 402                | 206                | 160                |